# Zhu Yuling
Zhu Yuling (chiń. 朱雨伶; ur. 10 stycznia 1995 w Mianyang) – chińska tenisistka stołowa, medalistka mistrzostw świata.